# Cnemidochroma ohausi
Cnemidochroma ohausi là một loài bọ cánh cứng trong họ Cerambycidae.